# Perasdorf
Perasdorf – miejscowość i gmina w Niemczech, w kraju związkowym Bawaria, w rejencji Dolna Bawaria, w regionie Donau-Wald, w powiecie Straubing-Bogen, wchodzi w skład wspólnoty administracyjnej Schwarzach. Leży w Lesie Bawarskim, około 18 km na północny wschód od Straubingu.

## Demografia
| Rok  | Liczba mieszk. |
| ---- | -------------- |
| 1970 | 823            |
| 1987 | 628            |
| 2000 | 651            |